# 愛德華王子島立法議會
愛德華王子島立法議會（英語：Legislative Assembly of Prince Edward Island）是加拿大愛德華王子島省的立法機關。議會位於沙洛城。由27名議員組成。